# Bertie Wooster
Bertram Wilberforce Wooster, detto Bertie, è uno dei protagonisti delle storie narrate dallo scrittore inglese P. G. Wodehouse.

## Caratteristiche
È un giovane gentiluomo britannico, svogliato e senza un lavoro alle spalle, dispone di un ingentissimo patrimonio e fa parte del "Drones Club". È  spalleggiato dal suo inappuntabile "valletto"  Jeeves, un colto ed efficiente maggiordomo, capace di districarsi in ogni tipo di imprevisto. Come narratore in prima persona di dieci romanzi e oltre quaranta racconti brevi, Bertie è ritenuto una delle più vivide creazioni comiche della letteratura.
Il secondo nome di Bertie è "Wilberforce" poiché suo padre vinse dei soldi puntando su un cavallo chiamato nello stesso modo, il giorno prima della nascita di Bertie, e insistette per dare quel nome al figlio.
Nel primo racconto del ciclo di Jeeves (il racconto Il giovane Gussie si sbroglia contenuto nella raccolta L'uomo con due piedi sinistri), il cognome di Bertie sembra essere Mannering-Phipps: in realtà in quel racconto il cognome di Bertie non viene espresso, ma "Mannering-Phipps" è il cognome di suo cugino Gussie, figlio di un fratello del padre.

## Parentele
Bertie è orfano, ma ha almeno tre zie e tre zii nella famiglia Wooster. Wodehouse fa riferimento al fatto che il padre avesse numerosi fratelli, ma solo due delle sue zie – Zia Dahlia e Zia Agatha, dalla parte paterna – hanno un ruolo principale nelle storie. Ha una sorella, menzionata in Parla Jeeves (Bertie Changes His Mind), la quale, a sua volta, ha tre figlie, di nessuna delle quali viene detto il nome.
Bertie ha sei zii, tre dei quali acquisiti tramite matrimonio: 
- Tom Travers, marito di zia Dahlia;
- Spenser Gregson, il primo marito di zia Agatha;
- Percy Craye, il secondo marito di zia Agatha;
- Henry Wooster, un "eccentrico", che la famiglia ritiene un considerevole imbarazzo;
- Willoughby Wooster, alla cui morte Bertram  ha ereditato un ingente patrimonio
- George, Lord Yaxley, senza figli e con un debole per le cameriere, tanto da sposarne una in età ormai avanzata avendola fortuitamente rivista dopo decenni. Bertram è quindi l'erede del titolo.

I figli, gemelli, di Henry, Claude e Eustace (cugini di Bertie), hanno un ruolo significativo in numerose storie, come i figli di zia Dahlia, Angela e Bonzo Travers, e il giovane figlio di zia Agatha, Thomas Gregson, conosciuto anche come "Thos", che Bertram si trova frequentemente a dover ospitare con suo disgusto.
All'inizio, Bertie dipende da suo zio Willoughby per il supporto finanziario, ma alla morte di quest'ultimo eredita una grande fortuna. 
È costantemente intimorito da sua zia Agatha, che lo considera "un invertebrato senza spina dorsale" e un problema per la società; sua zia Dahlia, al contrario,  prova per lui molto affetto e lo invita spesso a trascorrere del tempo alla sua residenza estiva, Brinkley Court, dove si gode della paradisiaca cucina del cuoco Anatole.
Bertie ha inoltre un cugino chiamato Gussie, da non confondersi con il personaggio Augustus "Gussie" Fink-Nottle, appassionato di salamandre e vecchio compagno di scuola di Bertie.

## Educazione
Bertie ha ricevuto una delle più prestigiose e tradizionali educazioni scolastiche possibili nel regno Unito, frequentando Eton e l'università di Oxford (Magdalen College). Nonostante egli stesso riconosca lo scarso successo dei suoi studi, in La stagione degli amori apprendiamo che si è distinto nello sport, giungendo ad ottenere i prestigiosi blue colors per aver fatto parte della rappresentativa universitaria nel tennis. Ad ogni modo, il poco che poteva aver imparato è ormai sfuggito dalla sua mente nel periodo in cui narra le sue avventure con Jeeves. Bertie solitamente non è in grado di riconoscere le citazioni di Shakespeare che Jeeves spesso fa.
I suoi giorni a scuola sono stati altrettanto pieni di disavventure simili a  quelle che egli narra nei libri di cui è personaggio e narratore. Tutto ciò che ne è rimasto è il suo attaccamento a vecchi compagni di classe come Bingo Little, Tuppy Glossop e Catsmeat  Potter ma soprattutto Gussie Fink-Nottle e Harold Stinker Pinker, per i quali non esita mai a cacciarsi nelle più inestricabili situazioni. Sebbene Bertie dichiari di aver memorizzato la lista dei Re di Giuda e abbia vinto un premio per la conoscenza delle Sacre Scritture alla scuola preparatoria Malvern House, Gussie Fink-Nottle insiste, seppure durante una terribile sbronza, che Bertie deve in qualche modo aver barato.
Tuttavia la narrazione in prima persona di Bertie è spesso infiorata di citazioni bibliche, perlopiù parziali e comicamente a sproposito; ad esempio, nel racconto La sostituzione mentre cerca disperatamente di evitare Heloise Pringle – che sembrerebbe interessata a lui – la descrive a Jeeves come colei che è più attaccata di un fratello, citando più o meno Proverbi, 18:24 che però allude alle qualità positive di un vero amico.

## Relazioni
Bertie non si sposa mai, ma si ritrova a pochi passi dal matrimonio in quasi ogni racconto e romanzo. All'inizio gli capita spesso di subire infatuazioni poco longeve - una delle quali lo spinge a proporsi a Florence Craye (in Jeeves prende servizio, primo racconto della raccolta "Avanti Jeeves!", la seconda storia pubblicata su questi personaggi e la prima nell'ordine cronologico interno dei libri), Pauline Stoker, Bobbie Wickham e Vanessa Cook (in Le zie non sono gentiluomini). In tutti e quattro i casi, conosciuto il carattere della ragazza in persona, rivede i suoi buoni propositi nei confronti del matrimonio.
Ad ogni modo, avendo già ricevuto la proposta da lui, esse ritengono di potersi promettere a Bertie ogni volta che si separano dai loro fidanzati. Madeline Bassett e Honoria Glossop sono anch'esse respinte, sebbene nei loro casi Bertie non avesse mai cercato di proporsi, ma semplicemente di aiutare un amico (rispettivamente Gussie Fink-Nottle e Bingo Little).
In tutti i casi Bertie si sente obbligato ad acconsentire al matrimonio per paura di ferire i sentimenti della ragazza in questione. Lui stesso cita la sua determinazione come un atto di pura cavalleria. Negli ultimi racconti e romanzi, Bertie si fidanza solo per errore (mai per infatuazione), cacciandosi in situazioni dalle quali Jeeves deve sempre cercare di districarlo.
Sua zia Agatha è dell'opinione che Bertie debba sposarsi e mantenere alto il nome dei Wooster; deve quindi sposare una ragazza capace di compensare i suoi numerosi difetti.